# Жорж-Етьєн Картьє
Сер Жорж-Етьєн Картьє, 1-й баронет (фр. George-Étienne Cartier, вимовляється[ʒɔʁʒ etjɛn kaʁtje]; 6 вересня 1814 року — 20 травня 1873) — канадський державний діяч і засновник Конфедерації. Англійське написання імені — George замість Georges, звичайного французького написання — пояснюється тим, що його назвали на честь короля Георга III.
У роки, що передували Конфедерації, Картьє був домінуючою фігурою в політиці Східної Канади як лідер Партії Блю. У 1838 році він повернувся до Монреаля після року у вигнанні за участь у повстанні Патріотів у Нижній Канаді. Офіційно пішов у політику в 1848 році. Протягом своєї довгої кар'єри він сприяв створенню Цивільного кодексу як офіційного закону Східної Канади замість виключного використання загального права, як було в Західній Канаді. Він також сприяв запровадженню початкової освіти в провінції. У Картьє було кілька причин підтримувати Конфедерацію, зокрема його страх перед американською експансією. Він помер у Лондоні, Англія, 20 травня 1873 року. Картьє вважається одним із найважливіших батьків Конфедерації разом із Макдональдом і Джорджем Брауном. Через його популярність його охрестили «Стрижнем Конфедерації». 

## Рання кар'єра

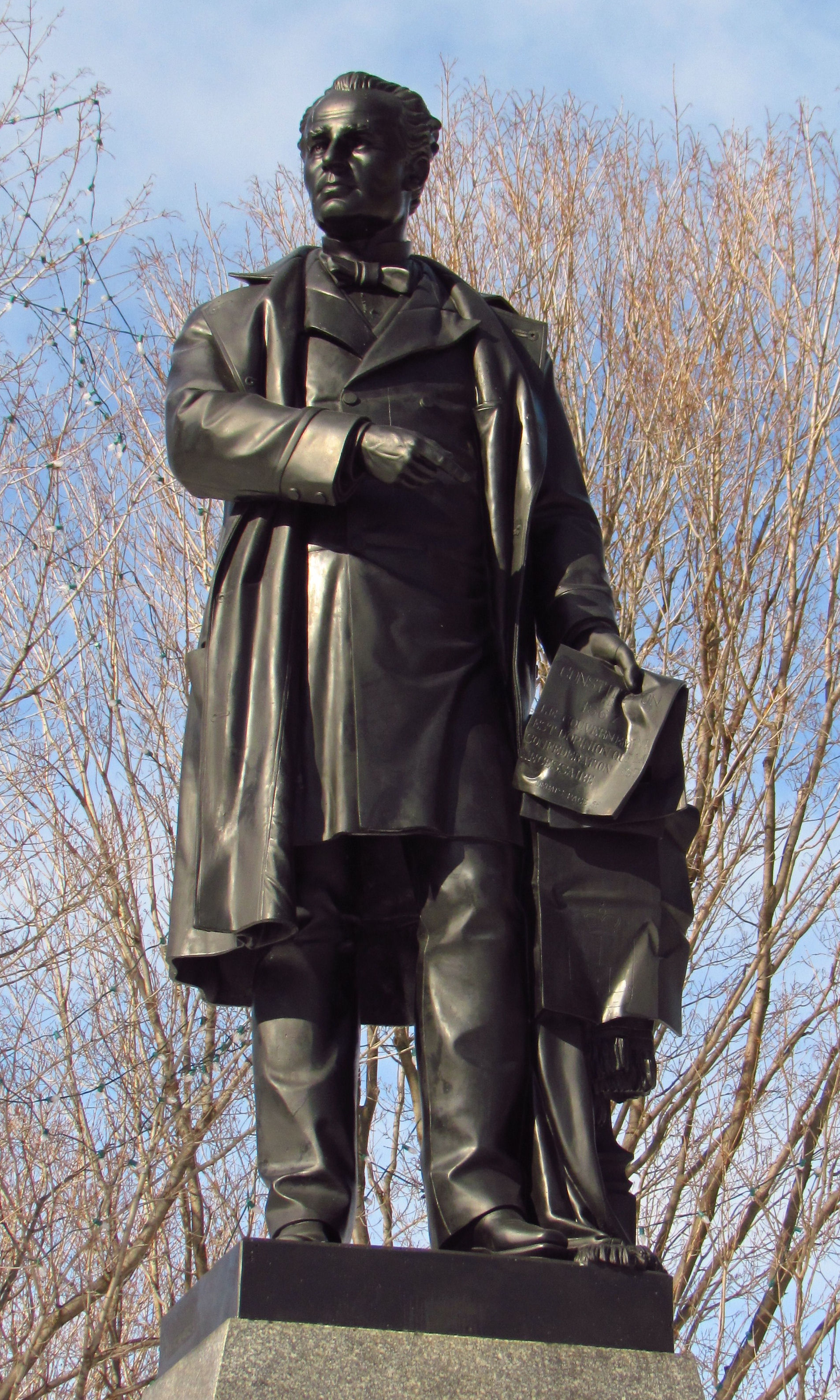
Статуя сера Жоржа-Етьєна Картьє на Парламентському пагорбі, Оттава

Жорж-Етьєн Картьє народився 6 вересня 1814 року в Сент-Антуан-сюр-Рішельє, Нижня Канада (нині Квебек) з 1824 по 1832 рік. Картьє з 1824 по 1832 рік відвідував Petit Séminaire de Montréal. У 1834 році його прийняли в адвокатуру, де він почав практикувати свою професію. Він також займався залізничним бізнесом, і Grand Trunk Railway була одним із його юридичних клієнтів.
На початку своєї кар'єри Картьє надихався Луї-Жозефом Папіно. Завдяки цьому зв'язку Картьє став членом Société des Fils de la Liberté («Товариство синів свободи») і взяв участь у повстанні в Нижній Канаді 1837 року в битві при Сен-Дені. За свою участь у повстанні Картьє був засланий і знайшов тимчасовий притулок у Вермонті. Однак у 1838 році йому дозволили повернутися до Монреаля, щоб відновити свою адвокатську практику.
Повернувшись до Нижньої Канади в 1838 році, яка тепер була східною частиною провінції Канада, Картьє відновив свою юридичну практику. Він був членом Товариства Сен-Жан-Батист і почав активно займатися політикою як керівник передвиборчої кампанії Луї-Іполита Лафонтена. У 1848 році Картьє залишив свою адвокатську практику і балотувався на посаду реформатора і був обраний до Законодавчих зборів провінції Канада.
Під час роботи в парламенті Союзу Картьє в 1852 році вніс законопроект про створення Великої магістральної залізничної компанії Канади (Grand Trunk Railway Company of Canada). У 1854 році Картьє був призначений призначений членом кабінету міністрів. З 1857 по 1862 рік він разом з Джоном А. Макдональдом був співпрем'єром об'єднаної провінції. Картьє був вірним другом Макдональда, з яким він створив Велику коаліцію разом з Джорджем Брауном у 1864 році. Метою Великої коаліції було покласти край політичній нестабільності в провінції, яка за кілька років змінила шість урядів.
Велика коаліція була одним із перших кроків у русі до Конфедерації. Він був присутній на всіх трьох конференціях, скликаних з цією метою: у Шарлоттауні, Квебеку та Лондоні. Картьє значною мірою відповідав за отримання франко-канадської підтримки союзу.
Картьє також відіграв провідну роль у проведенні законодавчої реформи, яка фактично скасувала напівфеодальну сеньйоріальну систему власності на землю в Нижній Канаді, перетворивши її законодавчу раду на виборний орган представників, і успішно домоглася прийняття Цивільного кодексу вв провінції.

## Політичне життя в Домініоні Канада
Після створення Домініону Канада в 1867 році Макдональд став прем'єр-міністром, а Картьє був його міністром міліції та оборони. Оскільки тогочасне законодавство дозволяло мати подвійний мандат як у федеральному, так і в провінційному уряді, Картьє балотувався на виборах до провінції Квебек 1867 року у виборчому окрузі Монреаль-Схід. Картьє був обраний як консервативний прихильник уряду П'єра-Жозефа-Олів'є Шово. У результаті Картьє був одночасно членом парламенту Канади та законодавчих зборів Квебеку.
На федеральному рівні Картьє представляв Східний Монреаль після завершення перших виборів у Канаді 20 вересня 1867 року. На наступних федеральних виборах у серпні 1872 року він зазнав поразки від Луї-Амабля Джетте, балотуючись на другий термін у Східному Монреалі в умовах Тихоокеанського скандалу. Наступного місяця Картьє був визнаний переможцем на виборах у виборчому окрузі Манітоба після того, як Луї Ріель і Генрі Джеймс Кларк відмовилися від участі в них як кандидати.
Примітно, що Картьє мав намір підтримати амністію Ріеля за його роль у створенні Тимчасового уряду на Північному Заході, але консервативний уряд відмовився від своєї обіцянки забезпечити амністію для лідера метисів, який був п'ятим двоюрідним братом Картьє по матері, двічі позбавленим волі. Обидва походили від канадських першопрохідців Захарі Клутьє та Ксента Дюпона (прибл. 1596 — 1680), який у 1634 році іммігрував до Нової Франції під час першої хвилі Першеронської імміграції з колишньої провінції Перш, до території, яка сьогодні є частиною Квебеку, Канада. Він оселився в Бопорі заснував одну з найвідоміших родин Квебеку.
Під час перебування в Оттаві Картьє відповідав за переговори з Великою Британією та компанією Гудзонової затоки щодо купівлі Канадою Землі Руперта та Північно-Західної території. Картьє також брав активну участь у переговорах, що призвели до створення провінції Манітоба та входження Британської Колумбії до Конфедерації. Дотримуючись своїх зв'язків із залізницею, Картьє в 1872 році представив законопроект про створення Канадської тихоокеанської залізниці. З 1867 по 1873 рік він був міністром міліції та оборони .

## Хвороба

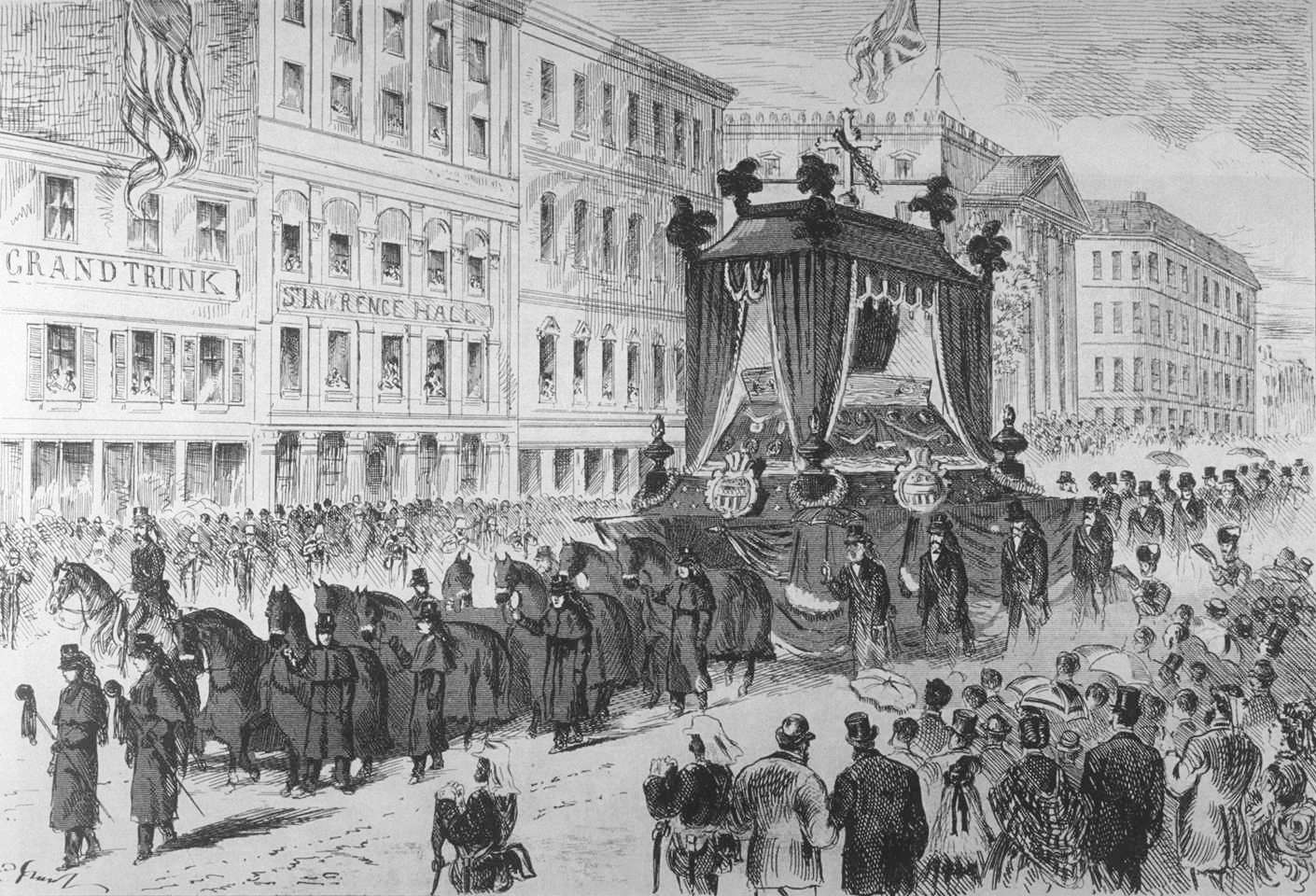
Похоронна процесія, Монреаль

У 1871 році Картьє відчув перші симптоми хвороби Брайта, захворювання нирок. Після виборів 1872 року Картьє поїхав до Лондона, сподіваючись знайти ліки. Його здоров'я не покращилося, і він помер у Лондоні 20 травня 1873 року у віці 58 років. Він не зміг відвідати свою Манітобу, де він був членом парламенту. Його тіло було перевезено до Канади і поховано на цвинтарі Нотр-Дам-де-Ньє в Монреалі після публічної похоронної процесії.

## Родина
16 червня 1846 року Картьє одружився з Гортензією Фабр, донькою Едуарда-Раймона Фабра, колишнього мера Монреаля. У подружжя було троє дітей, усі дівчатка, одна з яких померла в дитинстві, а інша у 1886 році. Овдовівши, леді Картьє отримувала пенсію в розмірі 1200 доларів на знак визнання заслуг її чоловіка. Коли в березні 1886 року померла старша дочка Кароліна, на її прохання її останки перевезли до Монреаля і поховали поруч з тілом батька. Леді Картьє та їхня донька Гортензія, що вижила, жили в Каннах, Франція, до своєї смерті 27 лютого 1898 року. Вона була похована в Квебеку разом з чоловіком і донькою на кладовищі Нотр-Дам-де-Неіг на кладовищі Нотр-Дам. У 1892 році леді Картьє подарувала мармурове погруддя свого чоловіка Законодавчим зборам Квебеку.

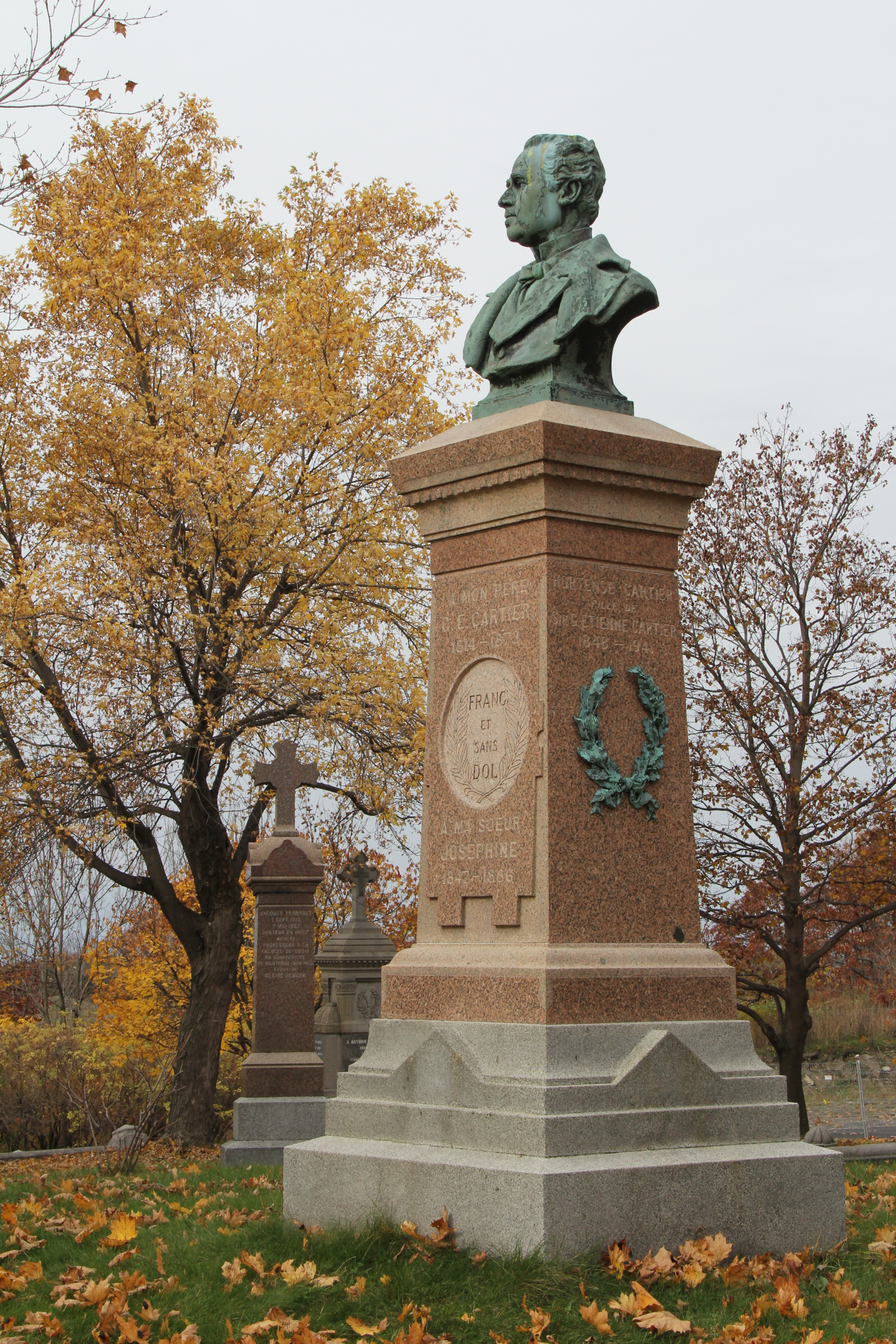
Місце останнього спочинку Картьє на кладовищі Notre-Dame des Neiges (той самий цвинтар, де похований його колега, батько Конфедерації Томас Д'Арсі Макгі).

 Племінниця Картьє Вікторія Картьє була відомим канадським музичним педагогом, органісткою та піаністкою.

## Надбання
Приєднання Східної Канади (Квебеку) до Конфедерації — найважливіший внесок Картьє у розвиток своєї країни. Після повстань 1837/1838 років і Даремського звіту Верхня і Нижня Канада були об'єднані в єдину колонію. Великобританія почала послаблювати свої зв'язки з північноамериканськими колоніями. Сполучені Штати ставали дедалі потужнішими і становили загрозу для Канади. У 1864 році Джордж Браун, лідер партії «Чиста крупа» (Clear Grits) у Західній Канаді (Онтаріо), запропонував союз з консерваторами Макдональда і Картьє. У 1867 році, після низки дискусій та конференцій (у Шарлоттауні та Квебеку), альянсу, відомому як Велика коаліція, вдалося укласти угоду, яка дала початок Конфедерації. З цього часу новий федеральний уряд засідав в Оттаві. У 1834 році він долучився до заснування патріотичного товариства Société Saint-Jean-Baptiste, де заспівав свій знаменитий вірш «Canada, mon pays! mes amours!». (не плутати з національним гімном Канади).

## Відзнаки та пам'ятники
Щоб відзначити роль, яку Картьє відіграв у розвитку країни, королева Вікторія у 1868 році надала Картьє титул баронета Монреаля в баронетарії Сполученого Королівства. Оскільки у нього не було законних спадкоємців, баронство Картьє зникло після його смерті. Крім того, він мав довічне почесне звання «Почесний» і довічне позначення «PC» оскільки 1 липня 1867 року став членом Таємної ради королеви Канади.

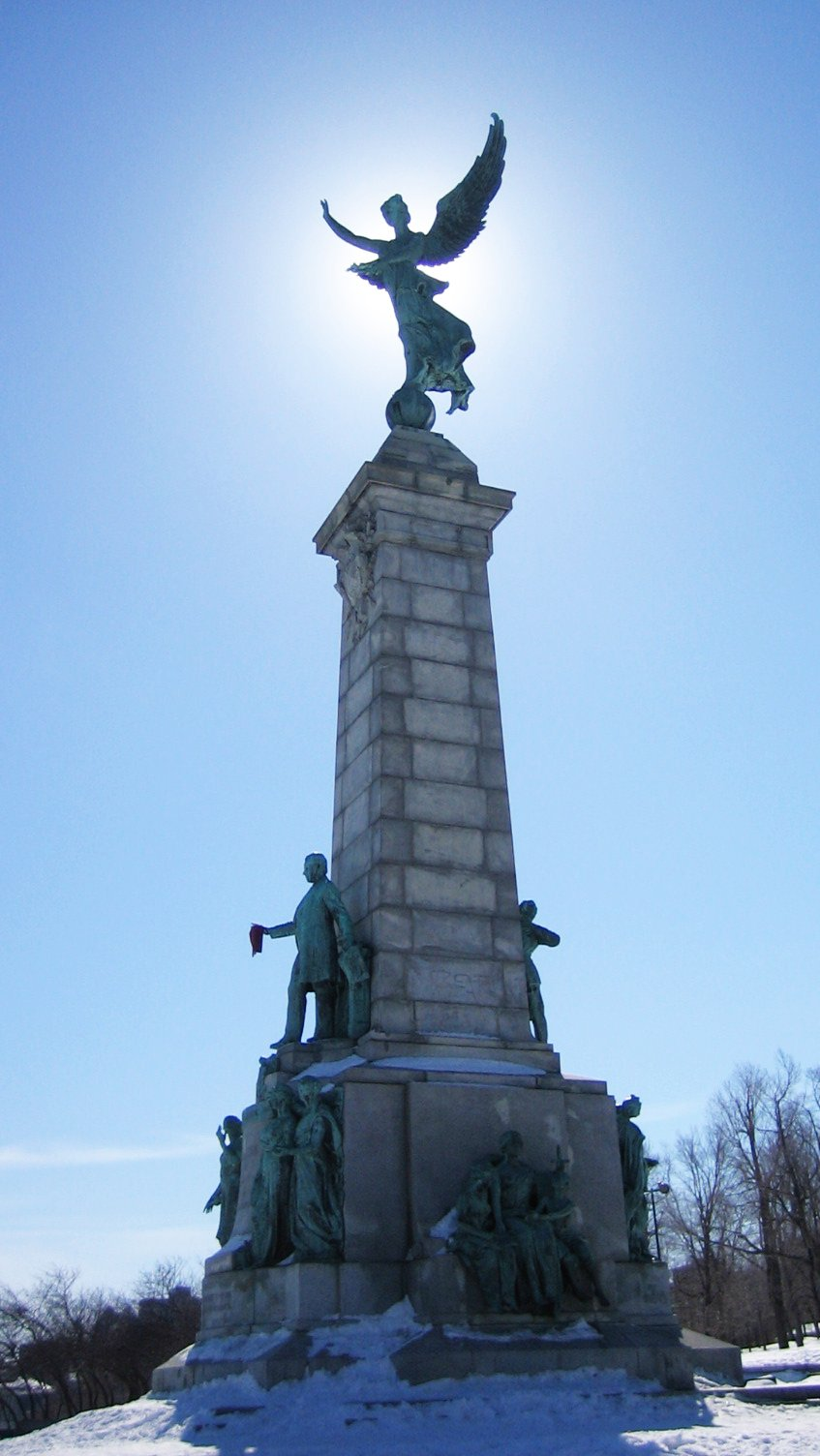
Пам'ятник Жоржу-Етьєну Картьє, Маунт-Роял, Монреаль

Автомагістраль Макдональд-Картьє в Онтаріо (шосе 401) названа на честь Картьє та його колеги, батька Конфедерації Джона А. Макдональда, як і міжнародний аеропорт Оттави Макдональд-Картьє та міст Макдональда-Картьє, що з'єднує Оттаву, Онтаріо, з Гатіно, Квебек. Колишня середня школа Макдональда-Картьє в Сент-Юберті, Квебек, була названа на честь Джона А. Макдональда та Картьє, яка була об'єднана з іншою і стала регіональною середньою школою Heritage Regional High School.
Резиденція Картьє в Монреалі, за адресою Notre-Dame Street East, 458, зараз є Національним історичним місцем, присвяченим його життю та досягненням. Вона також слугує нагадуванням про архітектурну спадщину та стиль життя вищого середнього класу Монреаля 19-го століття.
У 1931 році Пошта Канади випустила поштову марку вартістю десять центів із портретом Картьє в оточенні національного символу — кленового листа.
На честь Картьє названо багато вулиць у Квебеку та інших містах Канади, а також станція монреальского метро Cartier у Лавалі, Квебек, у Монреалі.
На його честь названо шість шкіл:
- Французька католицька початкова школа імені Жоржа-Етьєна Картьє в Оттаві, Онтаріо.
- Початкова школа George-Étienne Cartier у Гатіно, Квебек.
- Французький дошкільний заклад George-Étienne-Cartier у Лонгей, Квебек.
- Початкова школа сера Жоржа-Етьєна Картьє в Лондоні, Онтаріо.
- Французька католицька початкова школа імені Жоржа-Етьєна Картьє в Торонто, Онтаріо.[9]
- Середня школа École secondaire Macdonald-Cartier у Садбері, Онтаріо.[10]

Його зобразив Девід Ла Хей у телевізійному фільмі 2011 року «Джон А.: Народження країни» на телеканалі CBC.
У 2017 році Банк Канади представив пам'ятну канадську десятидоларову купюру на честь Канади 150 року, на якій зображено портрет Картьє разом із сером Джоном А. Макдональдом, Агнес Макфейл і Джеймсом Гладстоном.
Гора Картьє поблизу Ревелстока, Британська Колумбія, названа на його честь.

## Архіви
У Бібліотеці та архівах Канади є фонд Жоржа-Етьєна Картьє.

## Біографії
- Sweeny, Alastair (1976). George-Étienne Cartier: A Biography. McClelland and Stewart. ISBN 0-7710-8363-7.
- . 28 серпня 2015 https://www.thecanadianencyclopedia.ca/en/article/sir-george-etienne-cartier. {{cite encyclopedia}}: Пропущений або порожній |title= (довідка)